# Museu Municipal Amadeo de Souza-Cardoso
O Museu Municipal Amadeo de Souza-Cardoso é um museu de arte em Amarante, Portugal. O museu reúne espólio de artistas e escritores nascidos em Amarante, entre eles Amadeo de Souza-Cardoso, António Carneiro, Acácio Lino, Teixeira de Pascoaes e Agustina Bessa Luís. Foi fundado em 1947 como Biblioteca-Museu Municipal de Amarante. Na década de 1980, foi instalado no Convento de São Gonçalo, com projeto de adaptação do arquiteto Alcino Soutinho. O museu e a Câmara atribuem a cada dois anos o Prémio Amadeo de Souza-Cardoso.